# (4068) Menestheus
(4068) Menestheus – planetoida z grupy trojańczyków z obozu greckiego okrążająca Słońce w ciągu 11 lat i 306 dni w średniej odległości 5,19 j.a. Została odkryta 19 września 1973 roku w Obserwatorium Palomar przez Cornelisa van Houtena i Toma Gehrelsa. Nazwa planetoidy pochodzi od Menesteusza, jednego z uczestników wojny trojańskiej. Przed nadaniem nazwy planetoida nosiła oznaczenie tymczasowe (4068) 1973 SW.